# مروان فارس
مروان فارس (من مواليد القاع عام 1947)، سياسي لبناني.
حاصل على دكتوراه في الأدب الفرنسي وأستاذ في الجامعة اللبنانية، وهو عضو في الحزب السوري القومي الاجتماعي.
انتخب نائبا عن المقعد الكاثوليكي في بعلبك-الهرمل منذ عام 1996، بدعم من حزب الله والأحزاب الموالية لسوريا.
ترأس بين 1996 و 2005 اللجنة البرلمانية لحقوق الإنسان.